# Zeer Getrouwe Majesteit
Zeer Getrouwe Majesteit is een bijzondere titel van bepaalde Europese vorsten in de 16e eeuw door pausen verleend. Deze titel keert terug in de aanspreekvorm en zo werden de opvolgers van De Katholieke Koningen,  Katholieke Majesteiten genoemd. De 'Apostolische Koning' werd Apostolische Majesteit. De Portugese koningen mochten zich 'Zeer Getrouwe Koningen' noemen en werden aangeduid als de Zeer Getrouwe Majesteiten. Dat bleef gebruikelijk tot aan de val van de Portugese monarchie in 1910.